# Gabriel Auguste van der Straten-Ponthoz
Gabriel-Auguste Graf van der Straten-Ponthoz (* 14. September 1812 in Clavier, Provinz Lüttich; † 23. Februar 1900) war ein belgischer Diplomat.

## Leben
Er entstammte dem belgischen Grafengeschlecht van der Straten-Ponthoz und war der Sohn des Louis Marie Hyacinthe Joseph Graf van der Straten-Ponthoz und der Gabrielle Eustache Françoise de Laittres. Straten-Ponthoz begann seine diplomatische Karriere im Jahr 1838 als Attaché am Hof des schwedischen Königs in Stockholm. 1840 wurde er als Legationssekretär nach Washington entsandt, war von 1844 bis 1845 dortiger Geschäftsträger und wurde 1845 als stellvertretender Geschäftsträger nach Rio de Janeiro versetzt. Im Jahr 1848 kehrte er als Geschäftsträger nach Lissabon zurück und wurde 1856 Minister Resident in Madrid. Im Jahr 1868 kam er als belgischer Gesandter an den bayerischen Königshof nach München, wurde dann 1869 Botschafter in Den Haag und schloss seine Diplomatenlaufbahn von 1881 bis 1887 als belgischer Gesandter am deutschen Kaiserhof in Berlin ab. Er nahm als belgischer Vertreter an der Kongokonferenz 1884/85 teil.

## Orden und Ehrenzeichen
- Großoffizier des Ordens Leopolds II.[4]
- Großkreuz des Ordens vom Niederländischen Löwen
- Großkreuz des luxemburgischen Ordens der Eichenkrone
- Großkreuz des portugiesischen Christusordens
- Großkreuz des spanischen Ordens Karls III.
- Großkreuz des Verdienstordens vom Heiligen Michael
- und einige andere mehr

## Veröffentlichungen
- Onderzoek naar den toestand der land-verhulzers in de Vereenlidge Staten van Noord-Amerika, Verlag Van Heljningen, Utrecht 1847; - Forschungen über die Lage der Auswanderer in den Vereinigten Staaten von Nord-Amerika, nach dem französischen Original bearbeitet von Fr. Osswald, Kollmannsche Buchhandlung, Augsburg 1846[5]
- Le Budget Du Brasil, vor 1923; - Neudruck: Nabu Press, 2010, ISBN 1-147-62062-8